# Hymn Kolumbii
¡Oh Gloria inmarcesible! („O niegasnąca chwało!”) – hymn narodowy Kolumbii przyjęty w 1920 roku.
Słowa do hymnu zostały napisane w 1887 roku przez Rafaela Wenceslao Núñez Moleda (1825–1894) – pisarza i czterokrotnego prezydenta Kolumbii. Muzyka skomponowana została przez Włocha – Oreste Sindici (1828–1904), tenora, który po ukończeniu studiów muzycznych w Rzymie przyjechał z zespołem operowym w poszukiwaniu szans na karierę do Bogoty. Po raz pierwszy zaprezentowany został na uroczystości obchodów wyzwolenia Cartageny, 11 listopada 1887 r.

## Oficjalne słowa hiszpańskie
¡Oh gloria inmarcesible!
¡Oh júbilo inmortal!
¡En surcos de dolores
El bien germina ya.
Cesó la horrible noche
La libertad sublime
Derrama las auroras
De su invencible luz.
La humanidad entera,
Que entre cadenas gime,
Comprende las palabras
Del que murió en la cruz.
¡Oh gloria inmarcesible!
¡Oh júbilo inmortal!
¡En surcos de dolores
El bien germina ya.
Independencia grita
El mundo americano:
Se baña en sangre de héroes
La tierra de Colón.
Pero este gran principio:
"el rey no es soberano"
Resuena, Y los que sufren
Bendicen su pasión.
¡Oh gloria inmarcesible!
¡Oh júbilo inmortal!
¡En surcos de dolores
El bien germina ya.
Del Orinoco el cauce
Se colma de despojos,
De sangre y llanto un rio
Se mira allí correr.
En Bárbula no saben
Las almas ni los ojos
Si admiración o espanto
Sentir o padecer.
¡Oh gloria inmarcesible!
¡Oh júbilo inmortal!
¡En surcos de dolores
El bien germina ya.
A orillas del Caribe
Hambriento un pueblo lucha
Horrores prefiriendo
A pérfida salud.
!Oh, sí¡ de Cartagena
La abnegación es mucha,
Y escombros de la muerte
desprecian su virtud.
¡Oh gloria inmarcesible!
¡Oh júbilo inmortal!
¡En surcos de dolores
El bien germina ya.
De Boyacá en los campos
El genio de la gloria
Con cada espiga un héroe
invicto coronó.
Soldados sin coraza
Ganaron la victoria;
Su varonil aliento
De escudo les sirvió.
¡Oh gloria inmarcesible!
¡Oh júbilo inmortal!
¡En surcos de dolores
El bien germina ya.
Bolivar cruza el ande
Que riega dos océanos
Espadas cual centellas
Fulguran en Junín.
Centauros indomables
Descienden a los llanos
Y empieza a presentirse
De la epopeya el fin.
¡Oh gloria inmarcesible!
¡Oh júbilo inmortal!
¡En surcos de dolores
El bien germina ya.
La trompa victoriosa
Que en Ayacucho truena
En cada triunfo crece
Su formidable són.
En su expansivo empuje
La libertad se estrena,
Del cielo Americano
Formando un pabellón.
¡Oh gloria inmarcesible!
¡Oh júbilo inmortal!
¡En surcos de dolores
El bien germina ya.
La Virgen sus cabellos
Arranca en agonía
Y de su amor viuda
Los cuelga del ciprés.
Lamenta su esperanza
Que cubre losa fría;
Pero glorioso orgullo
circunda su alba tez.
¡Oh gloria inmarcesible!
¡Oh júbilo inmortal!
¡En surcos de dolores
El bien germina ya.
La Patria así se forma
Termópilas brotando;
Constelación de cíclopes
Su noche iluminó;
La flor estremecida
Mortal el viento hallando
Debajo los laureles
Seguridad buscó.
¡Oh gloria inmarcesible!
¡Oh júbilo inmortal!
¡En surcos de dolores
El bien germina ya.
Mas no es completa gloria
Vencer en la batalla,
Que al brazo que combate
Lo anima la verdad.
La independencia sola
El gran clamor no acalla:
Si el sol alumbra a todos
Justicia es libertad.
¡Oh gloria inmarcesible!
¡Oh júbilo inmortal!
¡En surcos de dolores
El bien germina ya.
Del hombre los derechos
Nariño predicando,
El alma de la lucha
Profético enseñó.
Ricaurte en San Mateo
En átomos volando
"Deber antes que vida",
Con llamas escribió.

## Oficjalne słowa polskie
O niegasnąca chwało!
O nieśmiertelna szczęśliwości!
W bruzdach bólu,
dobroć teraz kiełkuje.
Straszliwa noc ustała
Wzniosła wolność 
Rozlewa brzask
niezwycieżonego światła.
Cała ludzkość, 
która w kajdanach męczy ,
Rozumie słowa
Tego, który umarł na krzyżu.
O niegasnąca chwało!
O nieśmiertelna szczęśliwości!
W bruzdach bólu,
dobroć teraz kiełkuje.
"Niepodległość!" krzyczy
Amerykański świat:
Kąpie się we krwi bohaterów
Ziemia Kolumba.
Ale ta wielka zasada:
"król nie jest suwerenem"
Rozbrzmiewa
a ci którzy cierpią
błogosławią jej pasję.
(...)
O niegasnąca chwało! 
O nieśmiertelna szczęśliwości! 
W bruzdach bólu, 
dobroć teraz kiełkuje. 
Człowieka prawa
Nariño głosząc, 
Ducha walki
proroczo nauczał.
Ricaurte w San Mateo
W atomach latających
"Obowiązek przed życiem",  
płomieniami napisał.  